# Comuna Tårnby
Tårnby (Tårnby Kommune) este o comună din regiunea Hovedstaden, Danemarca, cu o suprafață totală de 66,17 km².